# スイスキューブ
スイスキューブ（SwissCube）はスイス連邦工科大学ローザンヌ校が運用するスイスの小型人工衛星。この衛星はスイス初の人工衛星である。
ローザンヌ校を中心に、ほかのフランス語圏の高等専門学校の学生が共同で開発した。CubeSat衛星であり、夜光に関する研究、および将来の宇宙機技術の発展が目的である。アマチュア無線にも利用される。
元々はヨーロッパのヴェガロケットによって打ち上げられる予定だったが、ロケットの開発が遅れ、インドのロケットを使用することになった。
スイスキューブは2009年9月23日6時21分（UTC）、サティシュ・ダワン宇宙センター第1射点からPSLV-CAロケットによって打ち上げられた。
ロケットの主衛星はOceansat-2であり、スイスキューブのほかにピギーバック衛星としてBeeSat-1、UWE-2、ITU-pSat1、Rubin 9.1、Rubin 9.2が搭載されていた
。
2011年2月18日に初の画像撮影に成功し、同年3月3日には大気光の撮影に成功した。
スイスキューブは近地点752km、遠地点726km、軌道傾斜角98.28度、周期98.5分の太陽同期軌道を周回している。
3ヶ月から12ヶ月の運用予定を超え、2011年1月現在も運用中である。